# Championnat d'Europe universitaire de football 2007
Le 5e Championnat d'Europe universitaire de football a eu lieu à Rome en Italie, du 9 au 15 juillet 2007. 
Ce championnat a réuni 22 équipes universitaires (16 masculines et 6 féminines) de 15 pays européens qui ont participé à cet événement organisé avec succès par la Fédération du sport universitaire italienne (CUSI) et le CUS Roma.

## Résultat des finales
Dans le tournoi masculin, le titre des champions européens des universités est allé à l'Association Sportive de l'université d'Orléans (ASUO) qui a gagné dans les finales face à l'université HALİÇ d'Istanbul (TUR) aux tirs au but par 4 à 3. Le score à l'issue du temps réglementaire était de 1 partout.
De même, lors de la finale féminine le gagnant a été désigné à l'issue des tirs au but. L'université de Madrid (ESP) l'a emporté sur l'université de Munich (GER) 4 t.a.b à 2 (1 - 1 dans le temps réglementaire).

## Classement final de l'épreuve masculine
1. Association sportive de l'université d'Orléans (ASUO)
2. Université Haliç d'Istanbul
3. Université de Chieti
4. Université de Moscou
5. Université de Kiev
6. Université de Siauliau
7. Université de Bochum
8. École d'enseignement technique de Leiria
9. Université de Salamanque
10. Université de Chypre
11. Université de Patras
12. Université d'Athènes
13. Université d'IADP de Kiev
14. Université de Varsovie
15. Université de Jyvaskyla
16. Université d'Ankara

## Classement final de l'épreuve féminine
1. Université de Madrid
2. Université de Munich
3. Université de Nantes
4. Université de Zurich
5. Université de Valence
6. Université de Brighton